# سنقرآباد (هرسین)
سنقرآباد، روستایی از توابع بخش بیستون شهرستان هرسین در استان کرمانشاه ایران است.

## جمعیت
این روستا در دهستان چمجمال قرار دارد و براساس سرشماری مرکز آمار ایران در سال ۱۳۹۵، جمعیت آن ۱٬۹۲۹ نفر (۵۳۴خانوار) بوده‌است.